# Hogesnelheidslijn Stuttgart - Wendlingen

Kaart van project Stuttgart 21. De hogesnelheidslijn is de lange rode bochtige lijn centraal en onderaan. De luchthaven is de rode stip ernaast (onderaan).

De hogesnelheidslijn Stuttgart - Wendlingen is een Duitse hogesnelheidslijn die wordt gebouwd als onderdeel van het Stuttgart 21-project. Hij loopt van het omgebouwde hoofdstation, Stuttgart Hauptbahnhof, via de Fildertunnel naar de Fildervlakte en van daaruit naar het Neckardal in Wendlingen, waar de lijn overgaat in de hogesnelheidslijn Wendlingen - Ulm. Deze twee opeenvolgende spoorlijnen zijn deeltrajecten van het grotere nieuwbouwspoor Stuttgart - Augsburg, zelf deel van het Europese TEN-T project 'Magistrale voor Europa' (Parijs tot Boedapest).
Doorgaande treinen op de hogesnelheidslijn zullen kunnen stoppen op het nieuwe langeafstandsstation van de luchthaven, Stuttgart Flughafen Fernbahnhof (Filderbahnhof). S-bahn-treinen anderzijds zullen dankzij de Flughafenkurve kunnen stoppen op het bestaande Bahnhof Stuttgart Flughafen/Messe er net naast, en met een lokale lus terugkeren (spoorlijn Stuttgart-Rohr - Filderstadt).
De ontwerpsnelheid van de 25,2 km lange lijn is voor het grootste deel 250 km/u. Hij moet in december 2024 in commerciële dienst komen.

## Route
De lijn loopt van station Stuttgart naar het zuiden door de 9.468 meter lange Fildertunnel en komt ten zuidwesten van Stuttgart-Plieningen in de buurt van de luchthaven van Stuttgart en de snelweg A8 aan de oppervlakte. Hij loopt dan ongeveer 10 kilometer naar het oosten parallel aan de A8 (noordkant) tot het Denkendorf-servicegebied. Tussen Denkendorf en Neuhausen loopt de lijn onder de A 8 door in de 768 m lange Denkendorftunnel en loopt dan verder parallel (aan de zuidkant) naar het zuidoosten. Op het westelijke landhoofd van de Neckar-brug bij Wendlingen gaat de lijn over in de hogesnelheidslijn Wendlingen - Ulm.

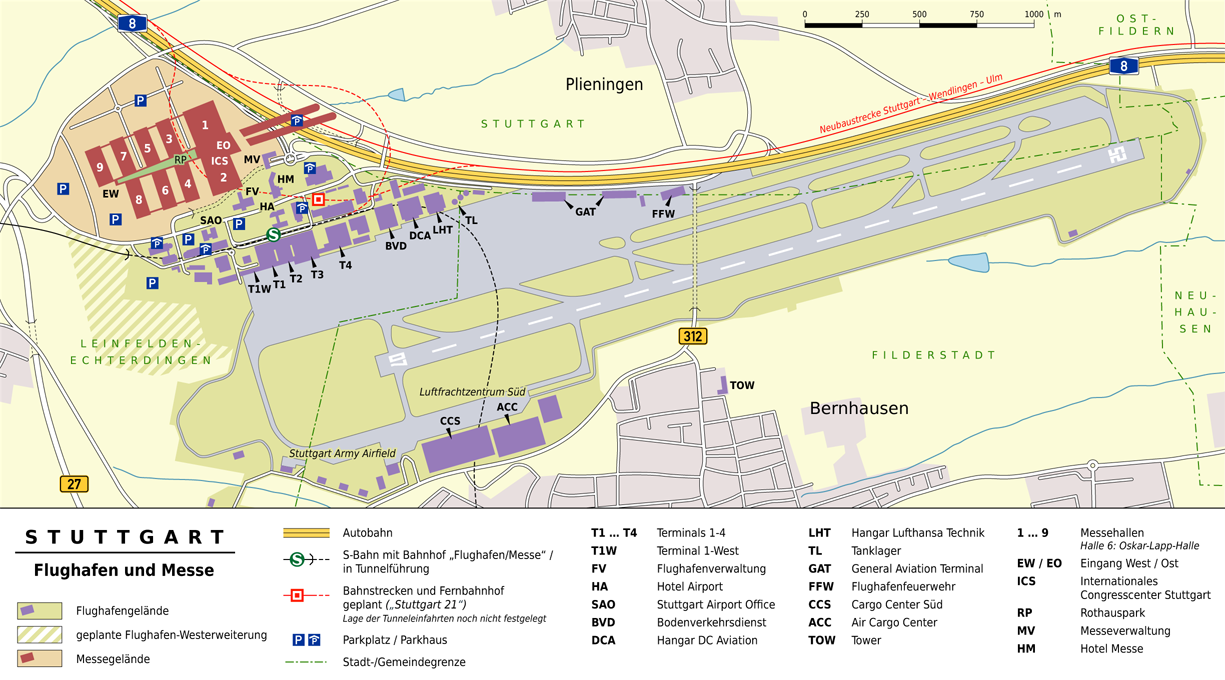
Luchthaven en beurscomplex met luchthaventunnel, Flughafenkurve Stuttgart en S-Bahn-lijn
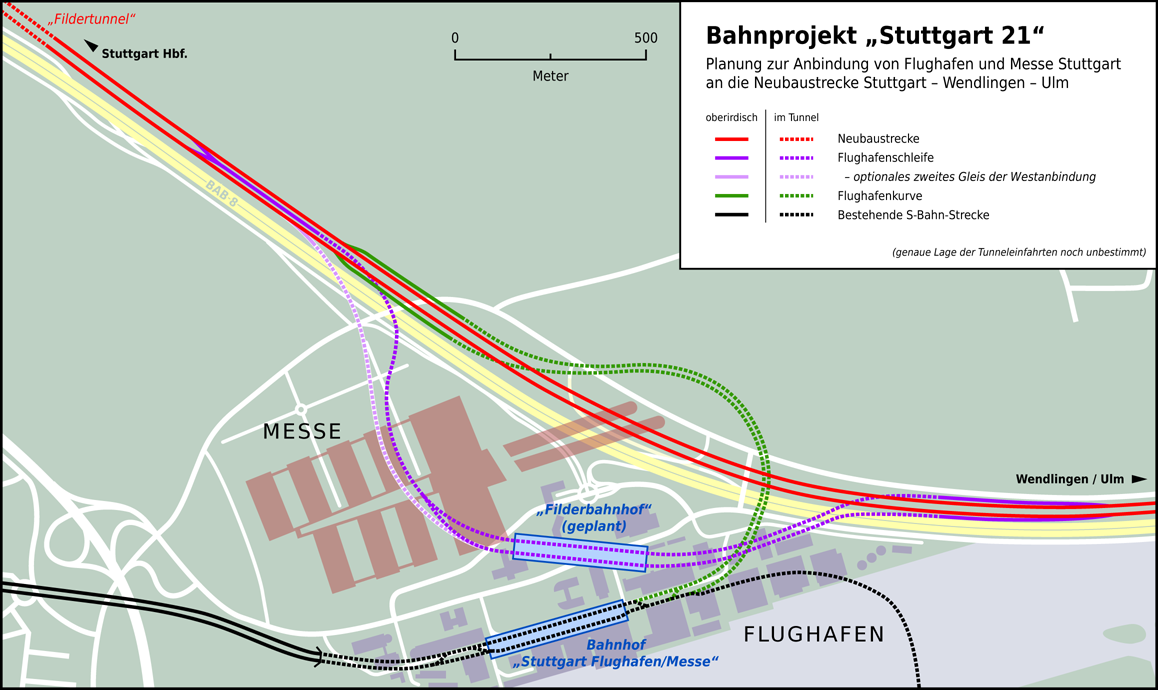
Schematisch sporenplan in het gebied van de luchthaven en het beurscomplex
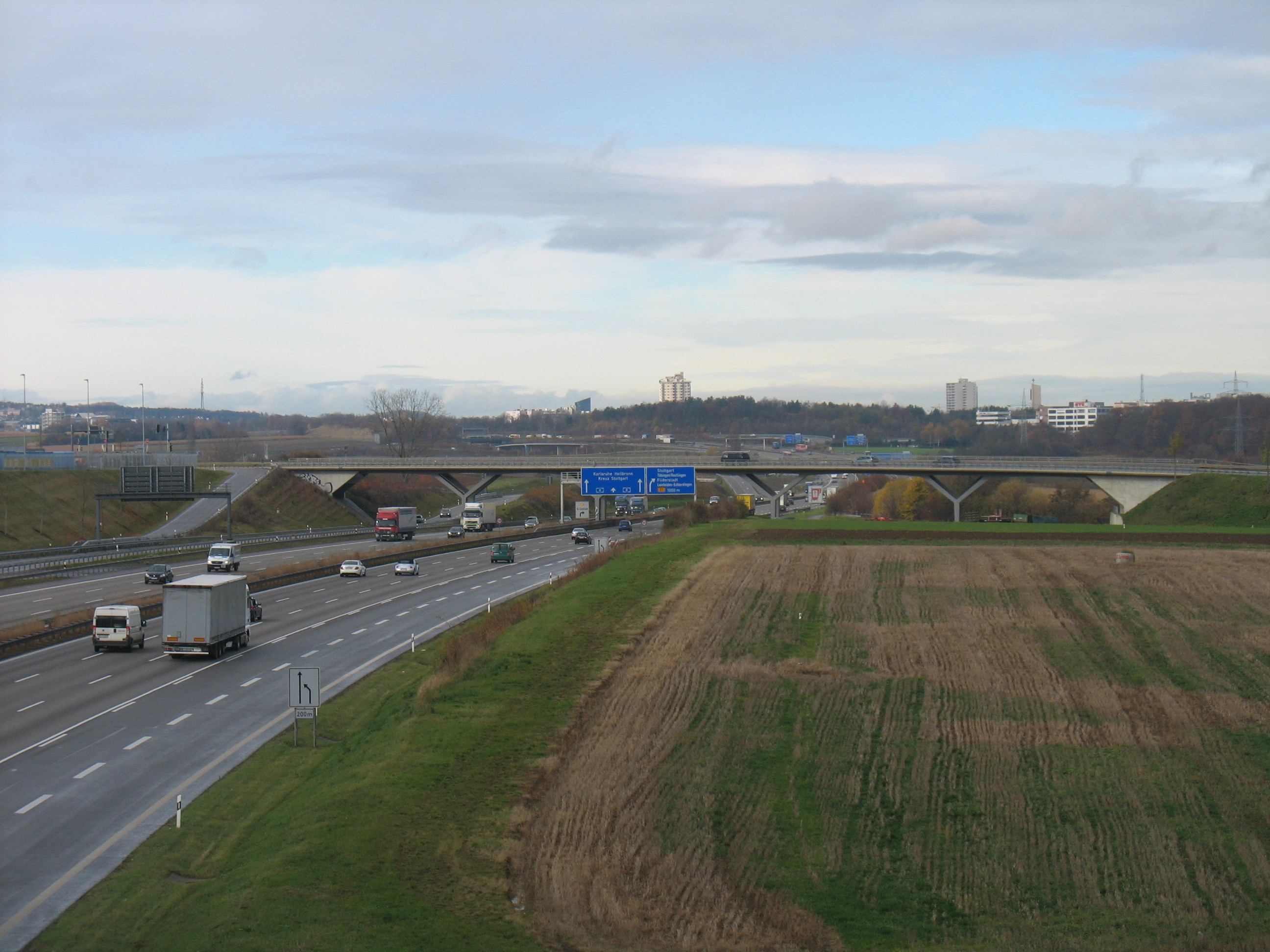
A8 ten noorden van Echterdingen richting westen: hier loopt de nieuwe lijn parallel met de snelweg.
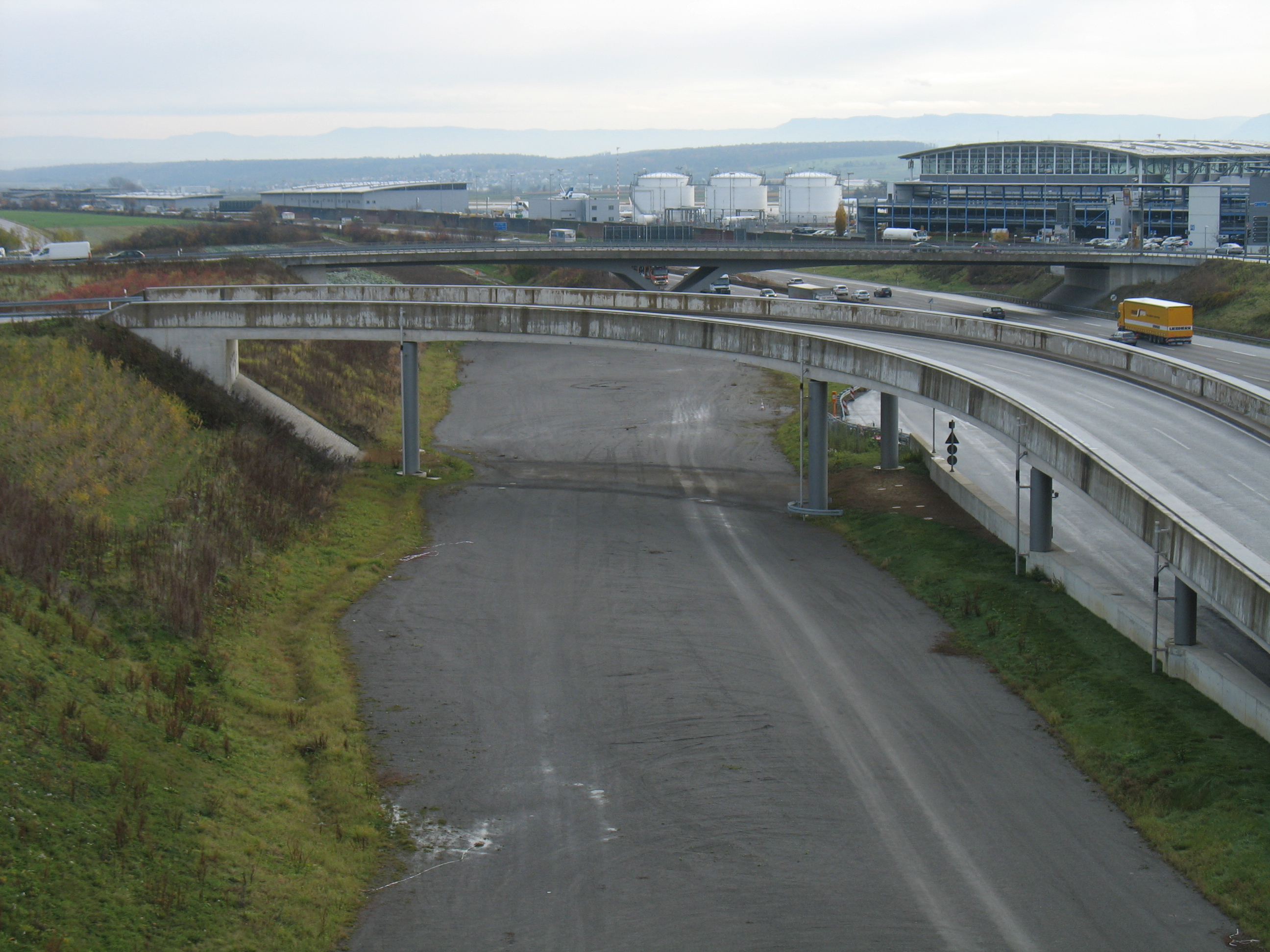
Voorbereide ondergrond en viaducten in de buurt van het beurscomplex, Messe Stuttgart.